# 나콘빠톰

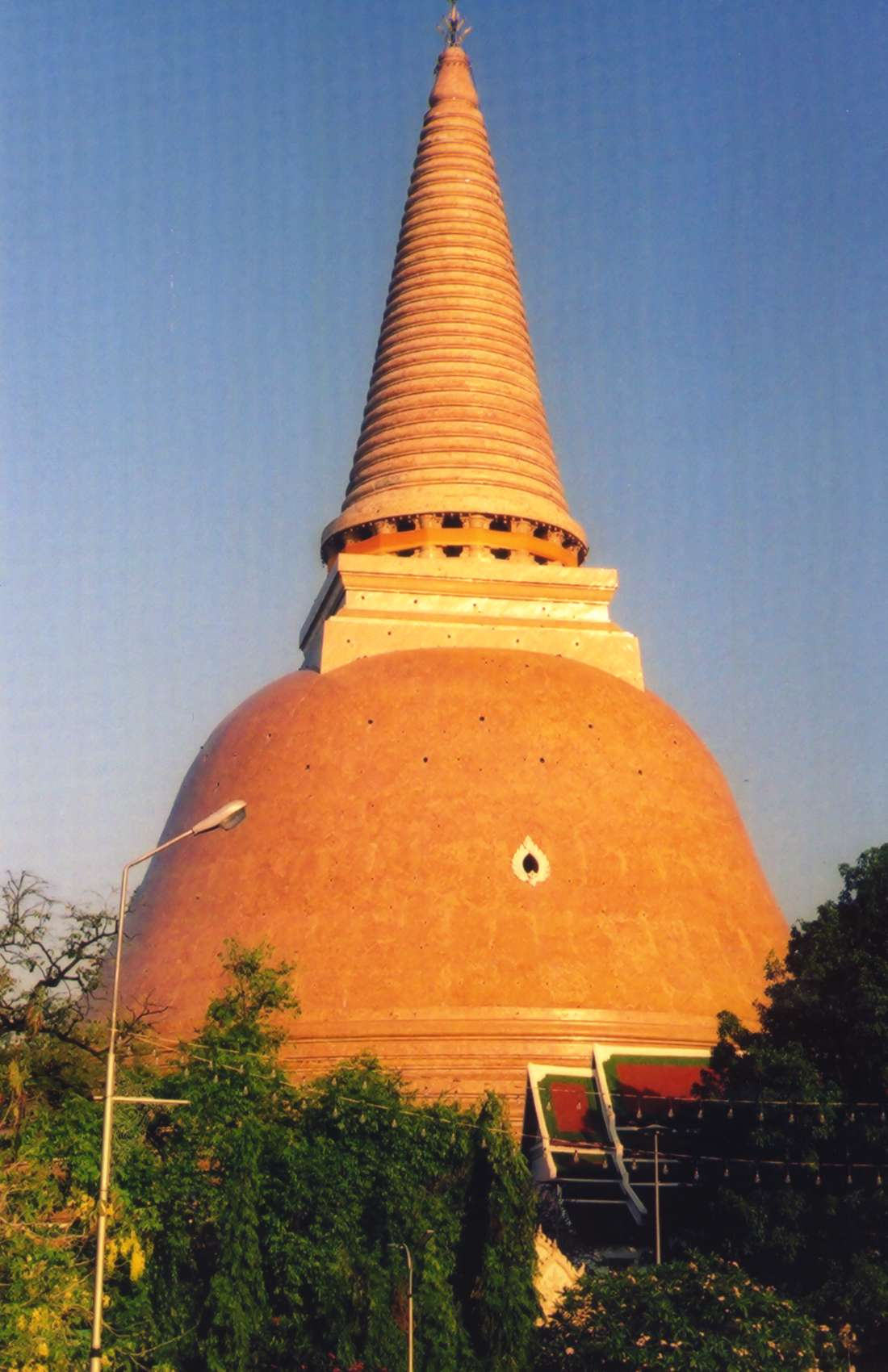
프라빠톰체디

나콘빠톰(태국어: นครปฐม)은 태국 중부 시(테사반 나콘)이자 나콘빠톰 주의 주도이다. 가장 중요한 상징물로 프라빠톰체디가 있다. 도시에는 또한 태국 유일의 비구니 사원이 있다. 나콘빠톰에는 또한 실빠꼰 대학의 캠퍼스가 있다.

## 같이 보기
- 프라빠톰체디